# Cruzada Renovadora
Cruzada Renovadora (CR) es un partido político de la provincia argentina de San Juan. Surge en 1960, cuando, Alfredo Avelin, intendente hasta ese momento del departamento Capital, se retira de la Unión Cívica Radical Intransigente ante la intervención del municipio.
En 1999 Alfredo Avelín fue elegido gobernador dentro de la Alianza con Wbaldino Acosta del Partido Bloquista como vicegobernador, cargo que ocupó hasta sus destitución en 2002.
Cruzada Renovadora tuvo su mayor popularidad entre 1991 ganando 11 diputados provinciales, cantidad que bajó a 3 en 1995 y subió a 5 en 1999, para no ganar ninguna banca desde 2003.
La hija de Alfredo Avelin, Nancy Avelín, representó al partido en el Senado y se presentó a la gobernación en 2007. Su hermano, Alfredo Avelín Nollens, fue intendente de San Juan de 1999 a 2003.
Cruzada Renovadora cuenta con personería jurídica en tres provincias: San Juan, Jujuy y Río Negro. Actualmente el partido está buscando obtener la personería a nivel nacional, para ello necesita 5 distritos.
En noviembre de 2022 volvió a integrar la coalición La Libertad Avanza.

## Resultados electorales

### Elecciones presidenciales
|  | 0,41 % |

|  | 0,04 % |

|  | 0,07 % |

|  | 29.30 % |

|  | 48.37 % |

|  | 16.81 % |

### Elecciones al congreso
| Año  | Votos                   | %                   | Diputados      | Senadores      | Nota                                                                                         |
| ---- | ----------------------- | ------------------- | -------------- | -------------- | -------------------------------------------------------------------------------------------- |
| 1962 | 24.123                  | 0,28%               | 0/192          |                | Como Unión Cívica Radical Cruzada Renovadora en San Juan                                     |
| 1963 | 32.050                  | 0,41%               | 0/192          | 0/46           | Como Unión Cívica Radical Cruzada Renovadora en San Juan                                     |
| 1965 | 24.431                  | 0,27%               | 0/192          |                | Como Unión Cívica Radical Cruzada Renovadora en San Juan                                     |
| 1966 | Sin datos               | Sin datos           |                | 0/46           |                                                                                              |
| 1973 | Sin datos               | Sin datos           | 1/243          | 0/69           | Electo Dip. José Carlos Moreno Ferrer (FREJULI San Juan)                                     |
| 1983 | 7.065                   | 0,05%               | 0/254          | 0/46           | Sin alianza en San Juan                                                                      |
| 1985 | No se presentó          | No se presentó      | No se presentó | No se presentó | No se presentó                                                                               |
| 1986 | Sin datos               | Sin datos           |                | 0/46           |                                                                                              |
| 1987 | 8.738                   | 0,05%               | 0/254          |                | Alianza con Movimiento de Integración y Desarrollo en San Juan                               |
| 1989 | 87.273                  | 0,52%               | 1/254          | 0/46           | Electo Dip. Alfredo Avelín - Sin alianza en San Juan                                         |
| 1991 | 77.425                  | 0,49%               | 2/257          |                | Electo Dip. Antonio Achem - Sin alianza en San Juan                                          |
| 1992 | Sin datos               | Sin datos           |                | 1/48           | Electo Senador Alfredo Avelín                                                                |
| 1993 | 19.793                  | 0,12%               | 1/257          |                | Sin alianza en San Juan                                                                      |
| 1995 | 40.660                  | 0,24%               | 0/257          | 1/72           | Cruzada Frente Grande (CR-FG-PI-PDC) en San Juan                                             |
| 1997 | 73.234                  | 0,42%               | 1/257          |                | Electa Dip. Nancy Avelín Alianza para el Trabajo, la Justicia y la Educación en San Juan     |
| 1998 | Sin datos               | Sin datos           |                | 1/72           |                                                                                              |
| 1999 | 159.254                 | 0,86%               | 1/257          |                | Alianza para el Trabajo, la Justicia y la Educación en San Juan                              |
| 2001 | 77.966 (D) 81.699 (S)   | 0,55% (D) 0,56% (S) | 0/257          | 1/72           | Electa Senadora Nancy Avelín Alianza para el Trabajo, la Justicia y la Educación en San Juan |
| 2003 | 21.485 (D)              | 0,14% (D)           | 0/257          | 1/72           | Sin alianza en San Juan                                                                      |
| 2005 | 21.948 (D)              | 0,13% (D)           | 0/257          | 0/72           | Frente Opositor para la Unidad (PS-CR) en San Juan                                           |
| 2007 | 15.781 (D)              | 0,08% (D)           | 0/257          | 0/72           | Sin alianza en San Juan                                                                      |
| 2009 | No se presentó          | No se presentó      | No se presentó | No se presentó | No se presentó                                                                               |
| 2011 | 10.873 (S)              |                     | 0/257          | 0/72           | Sin alianza en San Juan                                                                      |
| 2013 | 42.852 (D)              | 0.19% (D)           | 0/257          | 0/72           | Sin alianza en San Juan                                                                      |
| 2015 | 7.442 (D)               | 0.03% (D)           | 0/257          | 0/72           | Sin alianza en San Juan                                                                      |
| 2017 | 318.073 (D) 324.600 (S) | 1,29% (D) 2,74% (S) | 0/257          | 0/72           | Cambiemos en Jujuy y San Juan                                                                |
| 2019 | 210.744 (D)             | 0,82% (D)           | 0/257          | 0/72           | Juntos por el Cambio en Jujuy Consenso Federal en San Juan                                   |
| 2021 | 233.442 (D) 104.412 (S) | 1,00% (D) 1,47% (S) | 0/257          | 0/72           | Frente Cambia Jujuy en Jujuy Consenso Ischigualasto en San Juan                              |

### Elecciones al gobierno de San Juan
|  | 15.34 % |

|  | 22.12 % |

|  | 13.72 % |

|  | 5.61 % |

|  | 30.13 % |

|  | 15.73 % |

|  | 55.69 % |

|  | 4.73 % |

|  | 3.07 % |

|  | 2.63 % |

|  | 1.41 % |

|  | 2.14 % |